# Oliarus kulana
Oliarus kulana är en insektsart som beskrevs av Giffard 1925. Oliarus kulana ingår i släktet Oliarus och familjen kilstritar. Inga underarter finns listade i Catalogue of Life.